# Gabriel Faure (pisarz)
Gabriel Faure (ur. 15 maja 1877 w Tournon, zm. 5 sierpnia 1962) – francuski pisarz, poeta i eseista, doktor prawa (1900), w 1959 został członkiem komisji badania historii rewolucji francuskiej.
Laureat pięciu nagród Académie française: Prix Montyon za Heures d'Ombrie w 1908; Prix Jules Davaine za Sur la vie Emilia w 1911; Prix Marcelin Guérin za Paysages littéraires w 1918; Prix Alfred Née w 1930; i Grand Prix de Littérature za całokształt twórczości w 1941
W 1967 jego imieniem nazwane zostało Lycée Gabriel Faure w Tournon, założone w 1548 roku.

## Wybór dzieł
- La dernière journèe de Sapphô (1901),
- La Route de voluptè (1904),
- Les Amants enchaonès(1910),
- Opowiadania i wrażenia: 
  - Heures d'Italie (1910–1913, 3 serie),
  - Paysages littèraires (1917–1923, 3 serie),
  - Pèlerinages passionnès (1919–1922, 3 serie).